# 하츠네 미쿠: 프로젝트 디바 MEGA39's
《하츠네 미쿠: 프로젝트 디바 MEGA39's》는 세가 AM2가 개발하고 세가가 배급한 2020년 리듬 게임이다. 《하츠네 미쿠: 프로젝트 디바》 시리즈 10주년을 기념해 제작된 작품으로, 닌텐도 스위치로 개발돼 2020년 2월 아시아 지역에서 처음 발매됐다. 서양 지역에선 《하츠네 미쿠: 프로젝트 디바 메가 믹스》라는 제목으로 발매됐다.
신곡 10개를 포함해 총 101개 곡을 수록했으며, 게임플레이상 《하츠네 미쿠: 프로젝트 디바 아케이드 퓨처 톤》에 기반한 '아케이드 모드'와 닌텐도 스위치 조이콘을 활용한 '믹스 모드'를 제공한다. 셀 셰이딩 기법을 활용한 아니메풍 그래픽을 사용한 것이 특징이다.
2022년, 추가곡과 새로운 그래픽 설정이 있는 확장판 《하츠네 미쿠: 프로젝트 디바 MEGA39's+》이 마이크로소프트 윈도우로 발매됐다.

## 개발 및 출시
2019년 7월 1일, '매지컬 미라이 2019'에서 세가는 《프로젝트 디바》 프랜차이즈 10주년을 맞이하여 닌텐도 스위치용 게임 《하츠네 미쿠: 프로젝트 디바 MEGA39's》를 발표했다. 일본어판 제목은 "39's"가 "미쿠"와 "믹스"와 유사하게 발음되는 고로아와세를 활용한 이름이다.
2022년 5월 27일, 스팀을 통해 마이크로소프트 윈도우 이식판이 《하츠네 미쿠: 프로젝트 디바 MEGA39's+》라는 제목으로 출시됐다.

## 참조

### 내용주
1. ↑  일본어: 初音ミク -Project DIVA- MEGA39's
2. ↑  영어: Hatsune Miku: Project DIVA Mega Mix